# Nordhwanghae
Nordhwanghae (Hwanghae-pukto) er en provins i Nordkorea. Regionhovedstaden er Sariwon.
Den grænser til Sydpyongan i nord, Kangwon i øst, Kaesong industriregion i syd og Sydhwanghae i sydvest. Regionen blev etableret i 1954 da den tidligere Hwanghae-provinsen blev todelt i en nordlig og en sydlig del. I 2003 blev den tidligere direktestyret by Kaesong slået sammen med Nord-Hwanghae.
I 2010 blev de tre amter Kangnam, Chunghwa og Sangwŏn, samt distriktet Sŭngho-guyŏk flyttet fra Pyongyang til Nord-Hwanghae, i et forsøg på at gøre fødevaresituationen i Pyongyang bedre.

## Administrativ inddeling
Regionen er delt ind i tre byer («si») og 22 amter («kun»).
| - Sariwŏn-si (사리원시; 沙里院市) - Kaesŏng-si (개성시; 開城市) - Songrim-si (송림시; 松林市) | - Changp'ung-kun (장풍군; 長豐郡) - Hwangju-kun (황주군; 黃州郡) - Kaep'ung-kun (개풍군; 開豐郡) - Koksan-kun (곡산군; 谷山郡) - Kŭmch'ŏn-kun (금천군; 金川郡) - Pongsan-kun (봉산군; 鳳山郡) - P'yŏngsan-kun (평산군; 平山郡) - Rinsan-kun (린산군; 麟山郡) | - Sin'gye-kun (신계군; 新溪郡) - Sinp'yŏng-kun (신평군; 新坪郡) - Sŏhŭng-kun (서흥군; 瑞興郡) - Suan-kun (수안군; 遂安郡) - T'osan-kun (토산군; 兎山郡) - Ŭnp'a-kun (은파군; 銀波郡) - Yŏnsan-kun (연산군; 延山郡) - Yŏntan-kun (연탄군; 燕灘郡) |

## Galleri
- Kaesong centrum
- Bjergene i Kaesong
- Sariwon

## Turistspot
- Kong Wanggeon Grav, grav og mausoleum for grundlæggeren af Goryeo dynastiet.

## Notater
1. ↑  Korean Central Bureau of Statistics: 2008 Population Census (Folketelling 2008, publisert i 2009)
2. ↑  Pyongyang now more than one-third smaller; food shortage issues suspected, Asahi Shinbun, 17. juli 2010